# 王尊三
王尊三（1892年—1968年），幼名九如，别名于家璧，艺名金才，河北唐县人，中国西河大鼓表演艺术家、曲艺作家，第四届全国政协委员。